# Garshyamnagar
Garshyamnagar é uma vila no distrito de North 24 Parganas, no estado indiano de Bengala Ocidental.

## Demografia
Segundo o censo de 2001, Garshyamnagar tinha uma população de 7354 habitantes. Os indivíduos do sexo masculino constituem 50% da população e os do sexo feminino 50%. Garshyamnagar tem uma taxa de literacia de 79%, superior à média nacional de 59,5%: a literacia no sexo masculino é de 84% e no sexo feminino é de 75%. Em Garshyamnagar, 8% da população está abaixo dos 6 anos de idade.